# George Seaton (grosshandlare)
George Seaton, född 30 juli 1881 i Göteborg, död 4 oktober 1954 i Göteborg, var en svensk grosshandlare.

## Biografi
George Seaton tillhörde en engelsk adelsläkt härstammande från Sir John Sayton of Blyth (omnämnd 1580-1623) i Nottinghamshire i mellersta England. En ättling till denne var George Seatons farfar med samma namn, George Seaton (1812-1867) och farmor Elenor F. McKillop (född 1819) som flyttade till Sverige och Göteborg där han etablerade sig som grosshandlare. De ägde bland annat sågar i Lilla Edet och vattenfall samt skogar i Värmland och Norge. Makarna fick tre barn, alla söner. George Seatons far var Arthur Seaton (1847-1912) och hans mor hette Maria Seaton, född Kjellberg (1860-1930). 
Familjen Seaton bodde i en stor, elegant våning på Stora Nygatan 5 i Göteborg. George Seatons farfar och far var båda mycket framgångsrika affärsmän. George Seaton var gift två gånger. Första frun var Anna Grill (1884-1972) som han gifte sig med den 19 mars 1907 och skiljde sig från 1920. Paret fick tre barn; Mary (född 1910), Douglas (född 1911) och Helen (född 1915). Andra äktenskapet var med Helfrid Willerding (1889-1987). De gifte sig den 15 december 1920 och fick en dotter vid namn Florence (född 1933).
George Seaton växte upp på Aspenäs herrgård i Lerum, som fadern hade köpt 1894. Han tog över driften efter sin fars bortgång 1912 och sålde herrgården 1930.

### Utbildningar
George Seaton gick i Praktiska Arbetskolan som drevs av Eva Rodhes privatskola och ansågs vara en av de finaste privatskolorna i Göteborg. Sedan följde Göteborgs realläroverk och Göteborgs handelsinstitut. George Seatons far ville ge honom en god utbildning inom ekonomi, och han skickades därför till Tyskland för att lära sig språket och hur bankaffärer fungerade. Han hade även en kortare anställning på en bank där. 

### Arbete
År 1912 dog George Seatons far och sonen fick nu ta över hela företaget och med hjälp av sin mor sköta familjens förmögenhet.

### Bostäder

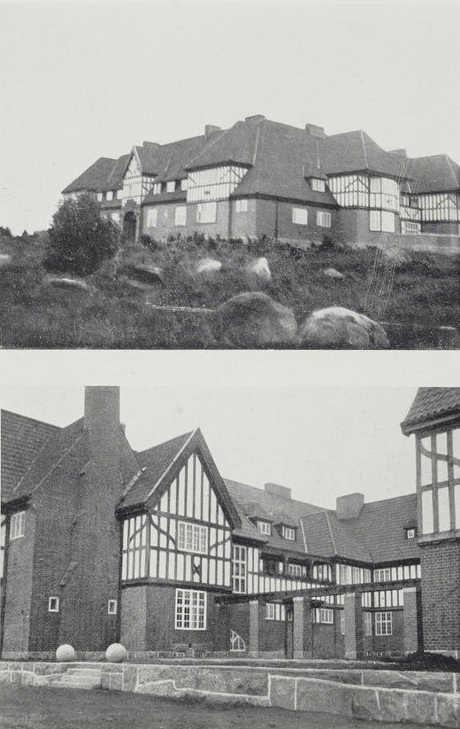
George Seatons jaktslott

George Seaton ägde och bodde på många platser runt om Göteborg. Aspenäs herrgård (uppvuxen); han ägde även en sommarbostad i Särö vid namn Skogshöjden fram till 1920. Han lät även bygga ett stort jaktslott på Hyltenäs kulle i Öxnevalla socken, nuvarande Marks kommun, 1916 som senare brann ner till grunden 1923. George Seaton bodde en tid utanför Vänersborg, vid Vänersnäs vid Vänern, där de lät bygga upp en fastighet vid namn Eka.

## Familjegraven

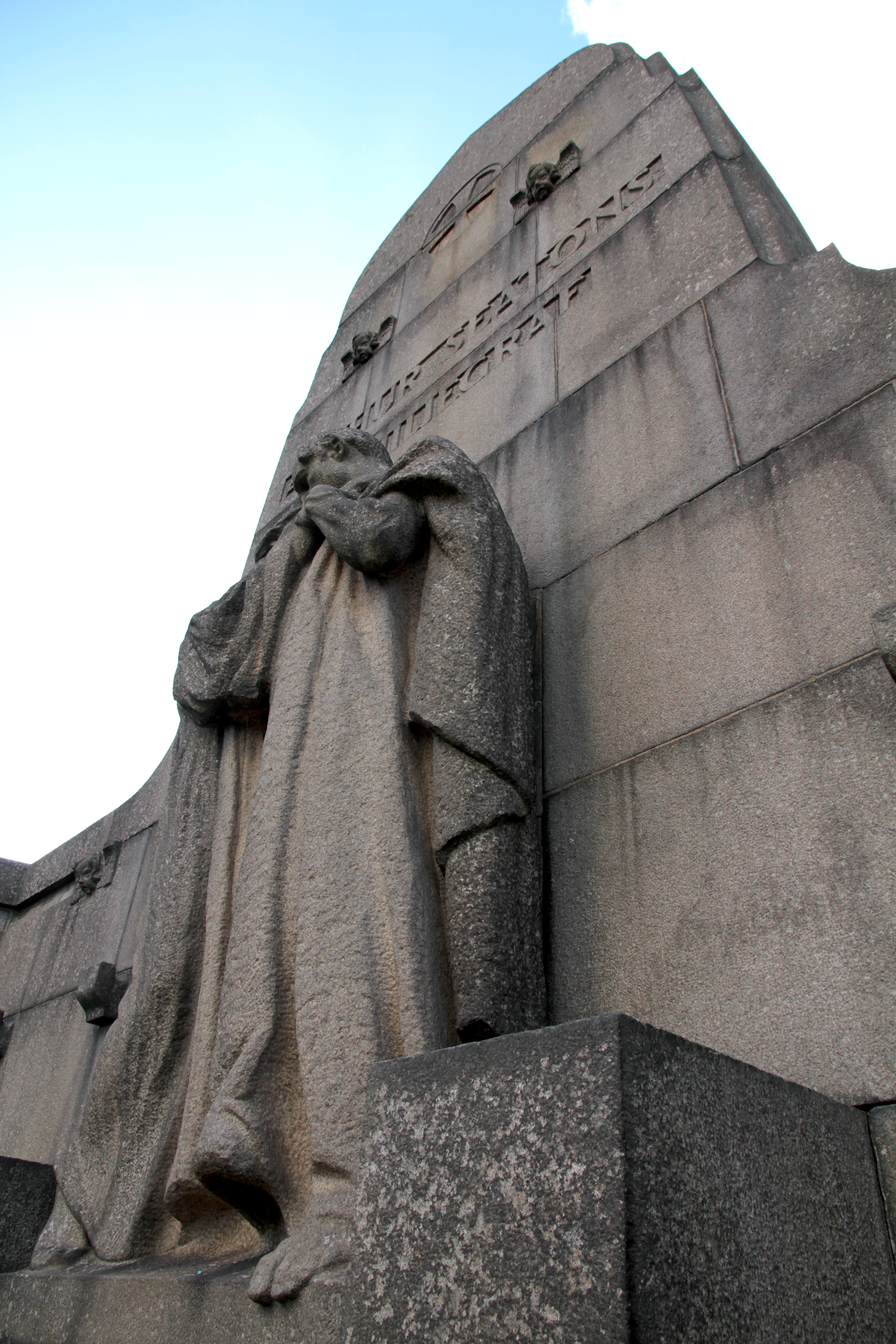
Parti av familjegraven

George Seaton lät bygga ett stort mausoleum på Östra kyrkogården i Göteborg till minne av sin far Arthur Seaton, som avled 1912. Arthur Seaton begravdes först på Örgrytes kyrkogård men flyttades till Östra kyrkogården när mausoleet var klart 1914. Mausoleet kostade 1,5 miljoner kronor att uppföra (över 65 miljoner, omräknat till dagens penningvärde). Gravplatsen är Nordens största på allmän kyrkogård, med 250 kvadratmeter. Här vilar George Seaton själv, hans föräldrar Arthur och Maria Seaton, hans systrar Ebba Ankarcrona och Maud Kruckenberg, svågrarna kommendörkapten Nils Ankarcrona och ryttmästare Carl-Gustaf Kruckenberg samt systerdottern Ebba Ankarcrona. Den sista gravsättningen skedde 1973.